# Fimafeng
Fimafeng – hurtig-henteren er en af Ægirs tjeneren. Han omtales i eddakvadet Lokes skænderi, hvor han blive dræbte af Loke, da han hører gæsterne ved banketten hylde Fimafeng for det måltid han har serveret.
| Nordisk mytologi | Spire Denne artikel om nordisk religion og mytologi er en spire som bør udbygges. Du er velkommen til at hjælpe Wikipedia ved at udvide den. |